# Syrmatia nyx
Syrmatia nyx is een vlindersoort uit de familie van de prachtvlinders (Riodinidae), onderfamilie Riodininae.
Syrmatia nyx werd in 1817 beschreven door Hübner.